# Movimiento Alternativo Social
El Movimiento Alternativo Social (MASS) és un partit polític espanyol l'àmbit del qual és la comarca lleonesa del Bierzo, a Castella i Lleó. Va ser fundat en 2006 i inscrit en el registre de partits polítics del Ministeri de l'Interior el 19 de maig d'aquest any.
El seu fundador i actual president va ser l'antic secretari provincial del Partit Popular a Lleó i diputat nacional Ángel Escuredo, que va deixar el partit, juntament amb uns dos-cents militants el març de 2006 per a crear el MASS.
El MASS es va presentar a les eleccions municipals de 2007, en coalició amb la Unió del Poble Lleonès, als 39 municipis del partit judicial de Ponferrada. La coalició va obtenir 8.193 vots i 38 regidors a 22 municipis, sense aconseguir cap alcaldia.
A la fi de 2007 el MASS va trencar el seu pacte electoral amb UPL, després de la dimissió del secretari general d'UPL, Joaquín Otero. El MASS no va prendre part a les eleccions generals de 2008 ni col·laborà amb UPL, cosa que va suposar la pràctica desaparició d'aquesta formació al Bierzo (337 vots al Congrés, 558 al Senat).